# Netsanet Gudeta
Netsanet Gudeta Kebede (amharisch ነፃነት ጉደታ; * 12. Februar 1991 in Arsi) ist eine äthiopische Langstreckenläuferin.

## Werdegang
Netsanet Gudeta Kebede wuchs in Bekoji auf.
2013 gewann sie den Great Ethiopian Run (10 km).
Sie gewann 2015 bei den Crosslauf-Weltmeisterschaften die Bronze- und im Team die Goldmedaille.
Bei den Halbmarathon-Weltmeisterschaften 2016 wurde sie hinter der Kenianerin Peres Jepchirchir (1:07:31 h) als beste Äthiopierin Vierte in 1:08:01 h.
2017 gewann sie in 31:35 min den 10-km-Straßenlauf (MDS Nordion 10k) beim Ottawa-Marathon.
Bei den Halbmarathon-Weltmeisterschaften 2018 im März in Valencia gewann sie in 1:06:11 h, einer Weltbestzeit für ein reines Frauenrennen. Im Juli entschied sie den Bogotá-Halbmarathon für sich.
Beim Halbmarathon in Ras Al Khaimah im Februar 2019 wurde sie nach 65:45 Minuten in persönlicher Bestzeit Zweite zeitgleich mit der Siegerin Senbere Teferi.

Im Mai gewann sie in Addis Abeba bei den Äthiopischen Leichtathletik-Meisterschaften über 10.000 m in 32:17,82 min.
Bei den Leichtathletik-Weltmeisterschaften 2019 startete die 28-Jährige Mitte September in Doha wieder über 10.000 m, konnte das Rennen aber nicht beenden.

## Persönliche Bestzeiten
- 10.000 Meter: 30:36,75 min, 29. Juni 2016, Hengelo
- Halbmarathon: 1:05:45 h, 8. Februar 2019, Ra’s al-Chaima
- Marathon: 2:26:09 h, 11. Oktober 2021, Boston[3]